# Qualificatórias para o Campeonato Mundial de Voleibol Feminino de 2014 - CSV
As Qualificatórias para o Campeonato Mundial de Voleibol Feminino de 2014 - CSV foi o torneio pré-mundial organizado pela  CSV  no período 11 a 20 de outubro, no qual qualificou uma seleção da América do Sul para o Mundial da Itália de 2014 e participaram três paísesː Argentina, Colômbia e Peru.
A Seleção Argentina venceu os dois jogos e conquistou a única vaga ao referido Mundial.

## Fase única
- Local: Polideportivo Aldo Cantoni, San Juan (Argentina)

|     |           |     | Jogos | Jogos | Jogos | Resultados | Resultados | Resultados | Resultados | Resultados | Resultados | Sets | Sets | Sets  | Pontos | Pontos | Pontos |
| Pos | Equipe    | Pts | T     | V     | D     | 3–0        | 3–1        | 3–2        | 2–3        | 1–3        | 0–3        | V    | P    | R     | V      | P      | R      |
| --- | --------- | --- | ----- | ----- | ----- | ---------- | ---------- | ---------- | ---------- | ---------- | ---------- | ---- | ---- | ----- | ------ | ------ | ------ |
| 1   | Argentina | 6   | 2     | 2     | 0     | 2          | 0          | 0          | 0          | 0          | 0          | 6    | 0    | MAX   | 150    | 93     | 1.613  |
| 2   | Colômbia  | 2   | 2     | 1     | 1     | 0          | 0          | 1          | 0          | 0          | 1          | 3    | 5    | 0.600 | 144    | 175    | 0.823  |
| 3   | Peru      | 1   | 2     | 0     | 2     | 0          | 0          | 0          | 1          | 0          | 1          | 2    | 6    | 0.333 | 148    | 174    | 0.851  |

Resultados
| Data   | Hora  |              | Placar |              | Set 1 | Set 2 | Set 3 | Set 4 | Set 5 | Total | Relatório |
| ------ | ----- | ------------ | ------ | ------------ | ----- | ----- | ----- | ----- | ----- | ----- | --------- |
| 18 out | 20:00 | Peru         | 2–3    | ' Colômbia'  | 25-19 | 17-25 | 25-15 | 20-25 | 13-15 | 100–0 | 100-99    |
| 19 out | 19:30 | Colômbia     | 0–3    | ' Argentina' | 21-25 | 18-25 | 6-25  | -     | -     | 45–0  | 45-75     |
| 20 out | 14:30 | 'Argentina ' | 3–0    | Peru         | 25-20 | 25-19 | 25-9  | -     | -     | 75–0  | 75-48     |

## Classificação final
| Rank | Team      |
| ---- | --------- |
| 1    | Argentina |
| 2    | Colômbia  |
| 3    | Peru      |